# Жовчнокам'яна хвороба
Жовчнокам'яна хвороба, ЖКХ (англ. gallstone disease, cholelith; холелітіаз, лат. cholelithiasis) — захворювання, яке виникає внаслідок утворення каменів (конкрементів) у жовчному міхурі (холецистолітіаз, лат. cholecystolithiasis), рідше — у внутрішньопечінкових жовчних протоках, ще рідше — у загальній жовчній печінковій протоці. Камені в жовчному міхурі призводять до розвитку холециститу. При неускладненому перебігу захворювання застосовують консервативні методи терапії. Просування каменю у холедох (загальна жовчна протока) є ускладненням жовчнокам'яної хвороби (холедохолітіаз, лат. choledocholithiasis), що призводить до розвитку гострого холестатичного синдрому і холестатичної жовтяниці. Якщо за допомогою РХПГ з ЕПСТ не виходить витягти конкремент із холедоха, то тоді вкрай необхідне оперативне лікування.

## Епідеміологічні особливості

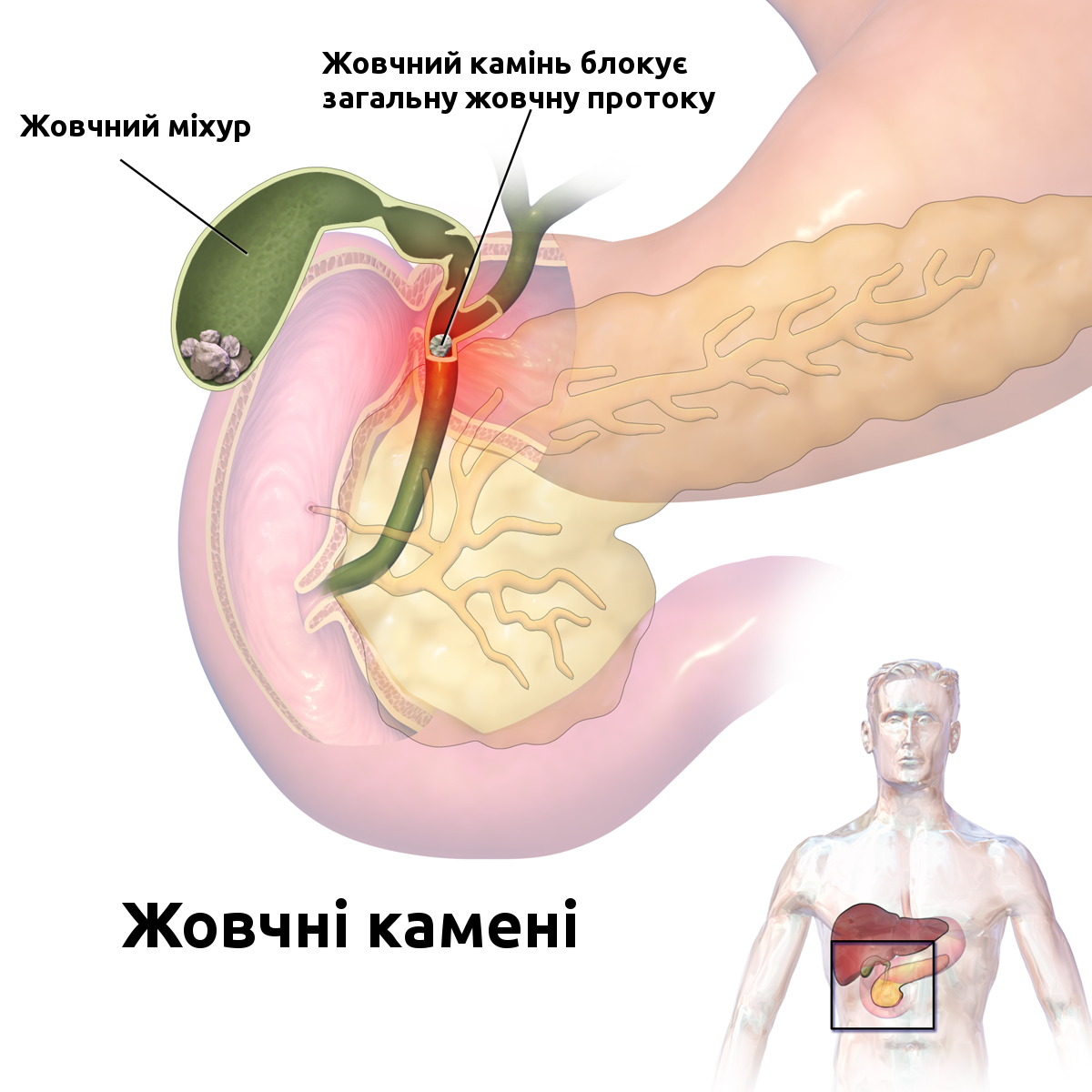
Жовчні камені

За даними численних публікацій протягом XX століття, особливо другої його половини, відбувалося швидке збільшення поширеності ЖКХ, переважно в промислово розвинених країнах. Так, за даними ряду авторів, захворюваність холелітіазом в колишньому СРСР збільшувалася майже вдвічі кожні 10 років, а камені в жовчних шляхах виявлялися на розтинах у кожного десятого померлого незалежно від причини смерті. Наприкінці XX століття у ФРН було зареєстровано більше 5 млн, а в США понад 15 млн хворих на ЖКХ, це захворювання мало близько 10 % дорослого населення. За даними медичної статистики, холелітіаз зустрічається у жінок значно частіше, ніж у чоловіків (співвідношення сягає до 8:1), причому з віком число хворих істотно збільшується і після 70 років досягає 30 % і більше. Зростаюча хірургічна активність щодо холелітіазу, що спостерігалася протягом другої половини XX століття, призвела до того, що в багатьох країнах частота операцій на жовчних шляхах перевершила число інших абдомінальних операцій (включно з апендектомією). Так, в США в 70-ті роки щорічно проводилося понад 250 тис. холецистектомій, в 80-ті — понад 400 тис., А в 90-ті — до 500 тис.

## Етіологія
Етіологію жовчнокам'яної хвороби не можна вважати достатньо вивченою. Відомі лише екзо- і ендогенні фактори, що збільшують ймовірність її виникнення. До ендогенних факторів належать, насамперед, стать і вік. За даними більшості і вітчизняних, і зарубіжних статистик жінки, як уже згадувалося, хворіють на холелітіаз у 3-5 разів частіше, ніж чоловіки, а за даними деяких авторів навіть в 8-15 разів. При цьому особливо часто камені формуються у жінок, які багато народжують.
Описано жовчні камені у дітей навіть перших місяців життя, проте в дитячому віці ЖКХ зустрічають рідко. З віком поширеність холелітіазу наростає і стає максимальною після 70 років, коли частота виявлення жовчних конкрементів на автопсії у осіб, померлих від різних причин, досягає 30 і навіть більше відсотків.
Істотну роль грає і конституціональний фактор. Безсумнівно ЖКХ частіше зустрічається у осіб схильних до повноти. Надлишкова маса тіла спостерігається приблизно у 2/3 хворих. Сприяють розвитку ЖКХ деякі вроджені аномалії, що утрудняють відтік жовчі, наприклад, стенози і кісти холедоха, дивертикула фатерового соска дванадцятипалої кишки, а з набутих захворювань — хронічні гепатити з переходом в цироз печінки. Певне значення у формуванні пігментних каменів мають захворювання, що характеризуються підвищеним розпадом еритроцитів.
З екзогенних факторів головну роль грають, мабуть, особливості харчування, пов'язані з географічними, національними та економічними особливостями життя населення. Зростання поширеності ЖКХ протягом XX століття, переважно в економічно розвинутих країнах, більшість авторів пояснюють збільшенням споживання їжі, багатої на жири і тваринні білки. У той же час в економічно розвиненій Японії у зв'язку з національними особливостями харчування холелітіаз зустрічається в кілька разів рідше, ніж у розвинених країнах Європи та США. Вкрай рідко ЖКХ зустрічають у бідних тропічних країнах, Індії, Південно-Східної Азії, де населення харчується переважно рослинною їжею і часто потерпає через недоїдання.

## Патогенез

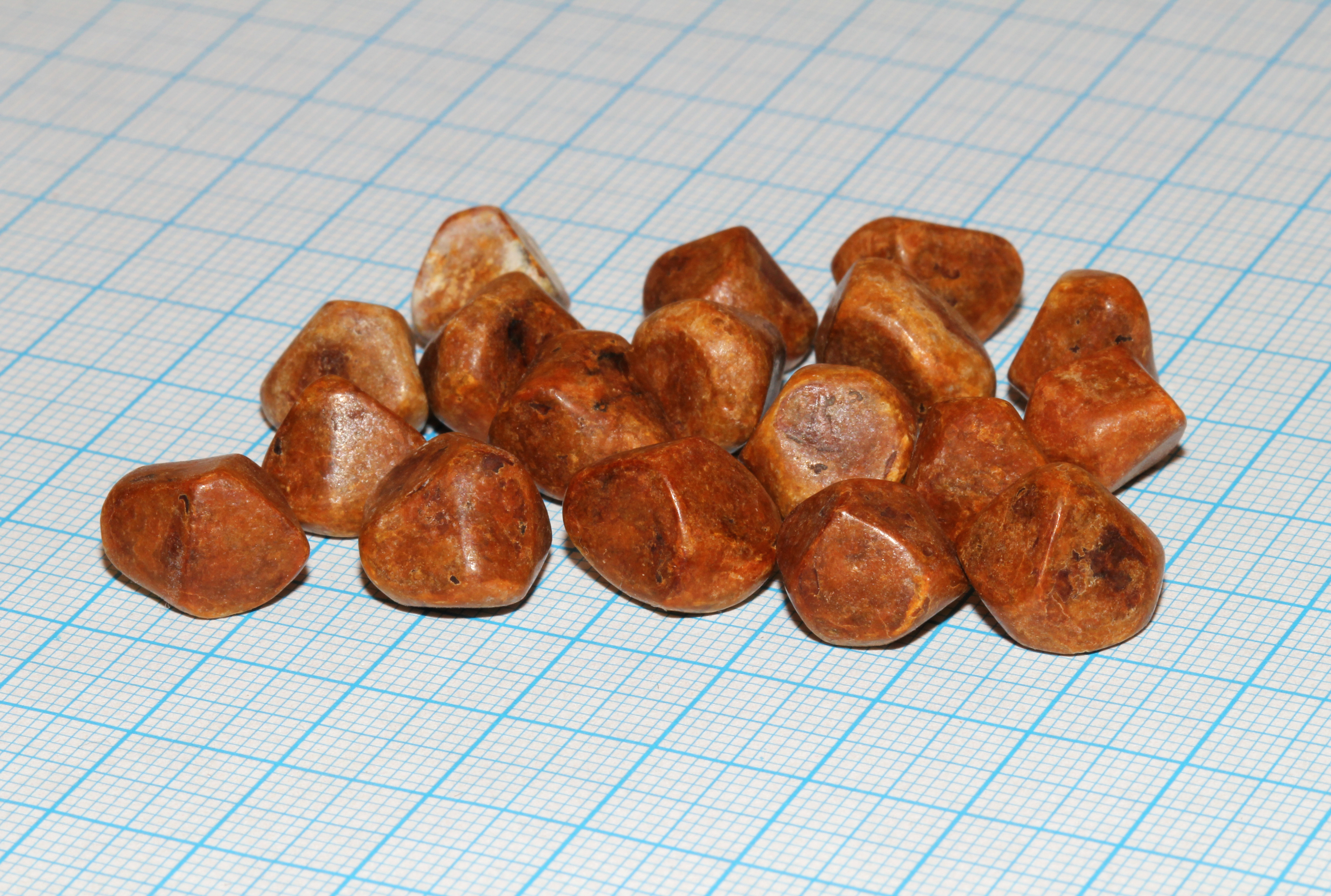
Жовчні камені

Початковим процесом утворення жовчних каменів є утворення біліарного сладжу. У 80-85 % випадків біліарний сладж зникає, але частіше за все знову повертається. Причиною появи біліарного сладжу є: вагітність, прийом гормональних препаратів, різке зниження маси тіла та ін. Але при деяких ситуаціях необхідний прийом препаратів, що вирішується індивідуально в кожному випадку. Жовчні камені формуються з основних елементів жовчі. Нормальна жовч, що виділяється гепатоцитами, в кількості 500—1000 мл на добу, являє собою складний колоїдний розчин з питомою масою 1,01 г / см ³, що містить до 97 % води. Сухий залишок жовчі складається, перш за все, з солей жовчних кислот, які забезпечують стабільність колоїдного стану жовчі, грають регулювальну роль у секреції інших її елементів, зокрема холестерину, і майже повністю всмоктуються у кишечнику в процесі ентерогепатичної циркуляції.
Розрізняють холестеринові, пігментні, вапняні та змішані камені. Конкременти, що складаються з одного компонента, відносно рідкісні. Переважна кількість каменів мають змішаний склад з переважанням холестерину. Вони містять понад 90 % холестерину, 2-3 % кальцієвих солей і 3-5 % пігментів, причому білірубін зазвичай міститься у вигляді невеликого ядра в центрі конкременту. Камені з переважанням пігментів часто містять значну домішку вапняних солей, і їх називають пігментно-вапняними. Структура каменів може бути кристалічна, волокниста, шарувата або аморфна. Нерідко в одного хворого в жовчних шляхах містяться конкременти різного хімічного складу і структури. Розміри каменів дуже відрізняються. Іноді це дрібний пісок з частинками меншими міліметра, в інших випадках, один камінь може займати всю порожнину збільшеного в розмірах жовчного міхура і мати вагу до 60-80 г. Форма жовчних конкрементів також різноманітна. Вони бувають кулястими, овоїдними, багатогранними (фасетковими), бочкоподібними, шилоподібними тощо.
Певною мірою умовно розрізняють два типи каменеутворення в жовчних шляхах:
- первинний,
- вторинний.

Формування конкрементів в незмінених жовчних шляхах є початком патологічного процесу, який протягом тривалого часу або протягом усього життя може не спричиняти значних функціональних розладів і клінічних проявів. Іноді обумовлює порушення прохідності різних відділів жовчовивідної системи та приєднання хронічного, схильного до загострень інфекційного процесу.
Вторинне каменеутворення відбувається в результаті того, що вже протягом перебігу ЖКХ виникають порушення відтоку жовчі (холестаз, жовчна гіпертензія) через обтурацію первинним камінням «вузьких» місць жовчної системи (шийка жовчного міхура, термінальний відділ холедоха), а також вторинних рубцевих стенозів, які, як правило, локалізуються в цих же місцях, що сприяє розвиткові висхідної інфекції з просвіту шлунково-кишкового тракту. Якщо в утворенні первинних каменів головну роль відіграють порушення складу і колоїдної структури жовчі, то вторинні конкременти є результатом холестазу і пов'язаної з ним інфекції жовчної системи. Первинні камені формуються майже виключно в жовчному міхурі, де жовч в нормальних умовах застоюється на тривалий час і зростає до високої концентрації. Вторинні конкременти, крім міхура, можуть утворюватися і в жовчних протоках, включно з внутрішньопечінковими.

## Первинні холестеринові камені
Найбільш вивченим є процес утворення первинних холестеринових каменів, які в чистому вигляді або з невеликими домішками жовчних пігментів і кальцієвих солей зустрічаються частіше, складаючи більше ніж 75-80 % всіх конкрементів. Холестерин не розчиняється у воді і рідких середовищах організму, тому до складу жовчі він надходить «упакованим» в колоїдні частинки — міцели, що складаються з солей жовчних кислот і почасти лецитину, молекули яких орієнтовані таким чином, що гідрофільні їх групи звернені назовні, що забезпечує стійкість колоїдного гелю (розчину), а гідрофобні всередину — до нерозчинним гідрофобним молекулами холестерину. У складі міцели на 1 молекулу холестерину припадає 6 молекул жовчних солей і 2 молекули лецитину, що збільшують ємність міцели. Якщо з тих чи інших причин, наприклад, через порушення синтезу жовчних кислот, яке спостерігається за надлишку естрогенів, пов'язаному з вагітністю або використанням естрогенних контрацептивів, жовчні кислоти виявляються не в змозі забезпечити формування стабільних міцел, жовч стає літогенної і холестерин випадає в осад, що обумовлює виникнення і зростання каменів відповідного складу. При нормальному вмісті жовчних солей нестабільність міцел і літогенність жовчі може визначатися і надлишковим синтезом, і виділенням в жовч холестерину.
Формування пігментних конкрементів вивчене значно менше. Причиною первинних пігментних каменів є порушення пігментного обміну при різних формах гемолітичних анемій. Часто пігментні камені утворюються вдруге при наявності в жовчних шляхах інфекційного процесу, зокрема пов'язаного з холелітіазом. Збудники запалення, насамперед кишкова паличка, синтезують фермент Р-глюкуронідазу, яка перетворює розчинний кон'югований білірубін у некон'югований, що випадає в осад. Первинні чисто вапняні камені виключно рідкісні і можуть формуватися при гіперкальціємії, пов'язаної з гіперпаратиреозом.

## Вторинні холестеринові камені
Вторинне звапніння переважно пігментних і меншою мірою холестеринових каменів зазвичай відбувається в інфікованих жовчних шляхах, причому джерелом кальцієвих солей є в основному секрет слизових залоз вихідного відділу жовчного міхура і запальний ексудат.
Знаходяться в жовчному міхурі камені, питома маса яких, як правило, менша одиниці, знаходяться у зваженому (плаваючому) стані і не можуть спричиняти гравітаційний тиск на стінки міхура. Камені діаметром менше ніж 2-3 мм здатні проходити по протоках міхура в холедох і далі разом з жовчю у дванадцятипалу кишку. Більші камені можуть під тиском жовчі насилу проштовхуватися через протоки міхура і вузьку термінальну частину загальної жовчної протоки, травмуючи при цьому слизову оболонку, що може привести до рубцювання і стенозування цих і без того вузьких місць жовчовивідної системи. Утруднення відтоку будь-якого секрету, зокрема жовчі відповідно до загального закону хірургічної патології завжди сприяє виникнення і прогрес висхідній інфекції з просвіту шлунково-кишкового тракту, яка в першу чергу зазвичай розвивається в жовчному міхурі (холецистит).
Порушення відтоку жовчі сприяють підвищенню тиску в жовчовивідній системі і розвиткові вторинного (біліарного) панкреатиту.[джерело?]

## Клінічні ознаки
У багатьох випадках перебіг хвороби безсимптомний, перші ознаки з'являються через 5-10 років. Жовчнокам'яна хвороба може проявлятись жовтяницею, періодичними нападами печінкової коліки, спричинену рухом конкрементів по жовчних шляхах. У пізніших періодах хвороба може проявлятися як холецистит — ниючими болями у правому підребер'ї внаслідок утворення пролежнів під камінцями на слизовій оболонці жовчного міхура та подальшого подразнення слизової оболонки жовчю. Раптовий біль, приступ кольки виникає при збільшенні тиску в жовчному міхурі (більше 3000 Па)[джерело?] або жовчній протоці (понад 2700 Па) через перепони створені каменем для спорожнення жовчі.
Всі інші симптоми виникають внаслідок наявності супутніх захворювань. Біль має ріжучий, колючий характер, можлива іррадіація болів в попереку, правій лопатці, правому передпліччі. Іноді болі іррадіюють на грудину, що симулює приступ стенокардії (холецістокоронарний симптом Боткіна).
Трапляється, що камені в жовчному міхурі не викликають хворобливих симптомів взагалі. У такому разі їх можуть виявити випадково при УЗД або при рентгенологічному обстеженні.

## Діагностика
Найпопулярнішим методом діагностики ЖКХ є ультразвукове дослідження (УЗД). У разі проведення УЗД кваліфікованим фахівцем необхідність у додаткових обстеженнях непотрібна. Комп'ютерна томографія та магнітно-резонансна томографія (МРТ) дозволяють точніше діагностувати перебіг хвороби. Значно рідше для діагностики використовують рентгенівські дослідження з контрастуванням — холецістоангіографію, ретроградну холангіопанкреатографію (також як метод лікування).

## Лікування
Рекомендують дієту за Певзнером — стіл № 5. Для консервативного лікування використовують ударно-хвильову літотрипсію, застосування якої рекомендують за відсутності холециститу і сукупному діаметрі каменів до 2 см, доброї скоротливості жовчного міхура (не менше 75 %). Ефективність ультразвукових методів досить мала, менше ніж 25 %, тому що в більшості випадків камені недостатньо тендітні аби їх можна було дробити за допомогою ультразвуку. З малоінвазивних методів застосовують лапароскопічну холецистектомію і холецистолітотомію. Ці методи не завжди дозволяють досягти бажаного результату, тому виконують лапаротомічну холецистектомію «від шийки». Класичну порожнинну операцію з видалення жовчного міхура — холецистектомію, було вперше виконано у 1882 році в Берліні.
Видалення жовчного міхура в 99 % випадків знімає проблему холециститу. Як правило, це не робить помітного впливу на життєдіяльність, хоча в деяких випадках це призводить до постхолецистектомічного синдрому (клінічні симптоми можуть зберігатися у 40 % хворих після проведення стандартної холецистектомії каменів жовчного міхура). Летальність операцій розрізняється в рази для гострих (30-50 %) і хронічних форм захворювання (3-7 %).
У ряді випадків вдається розчинити дрібні до 2-см у діаметрі конкременти.